# Odontonema callistachyum
Odontonema callistachyum là một loài thực vật có hoa trong họ Ô rô. Loài này được (Cham. & Schltdl.) Kuntze mô tả khoa học đầu tiên năm 1891.

## Hình ảnh

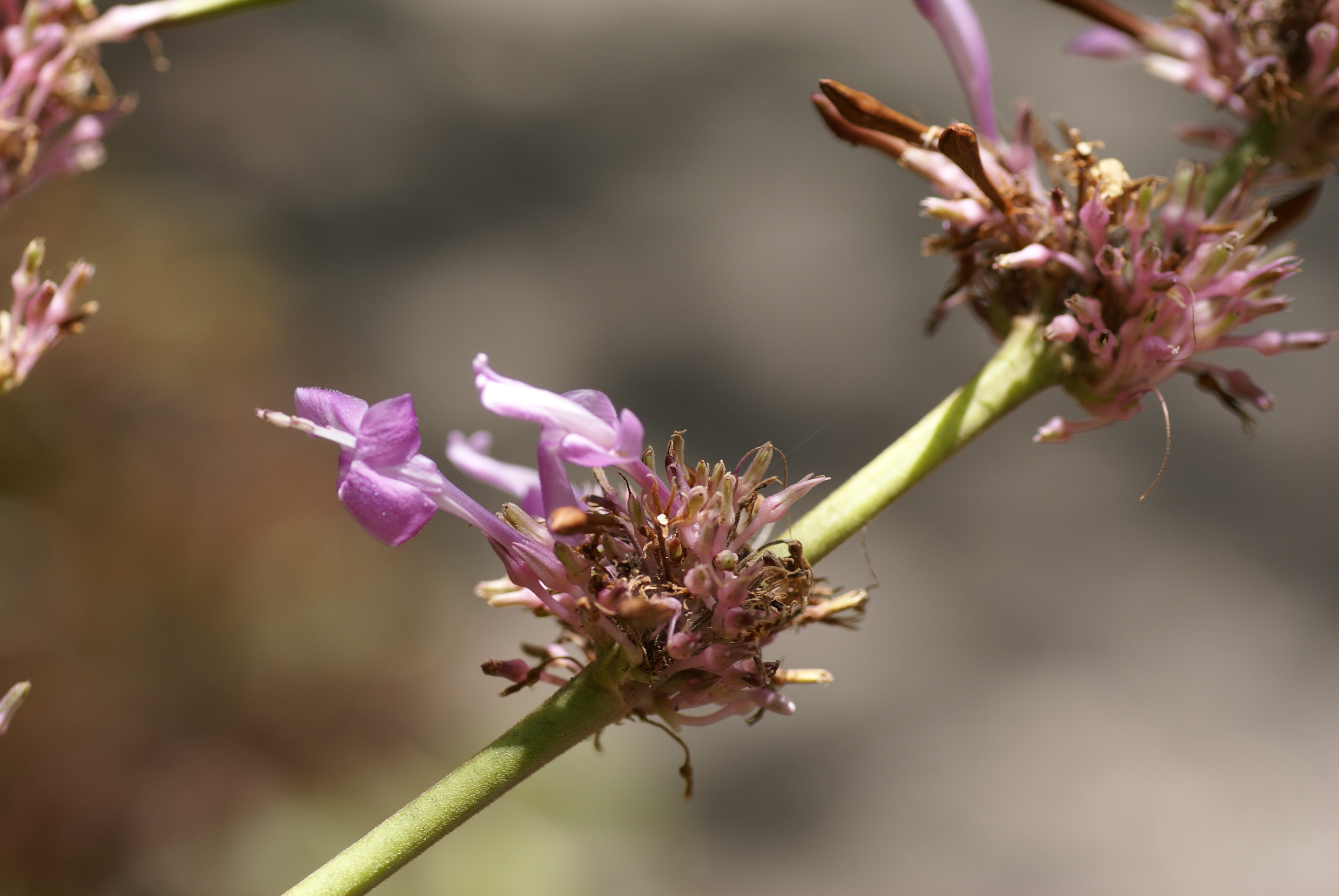
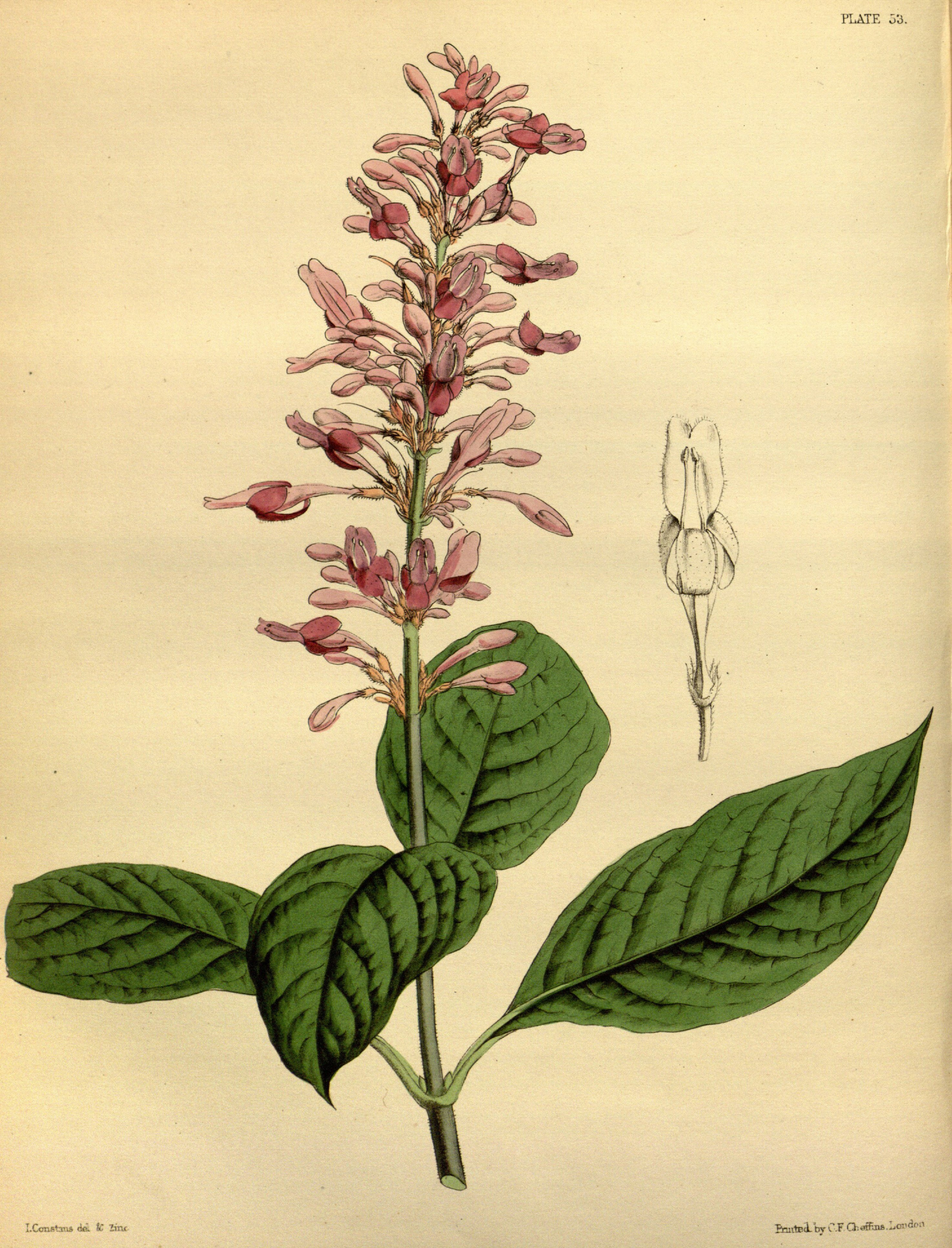
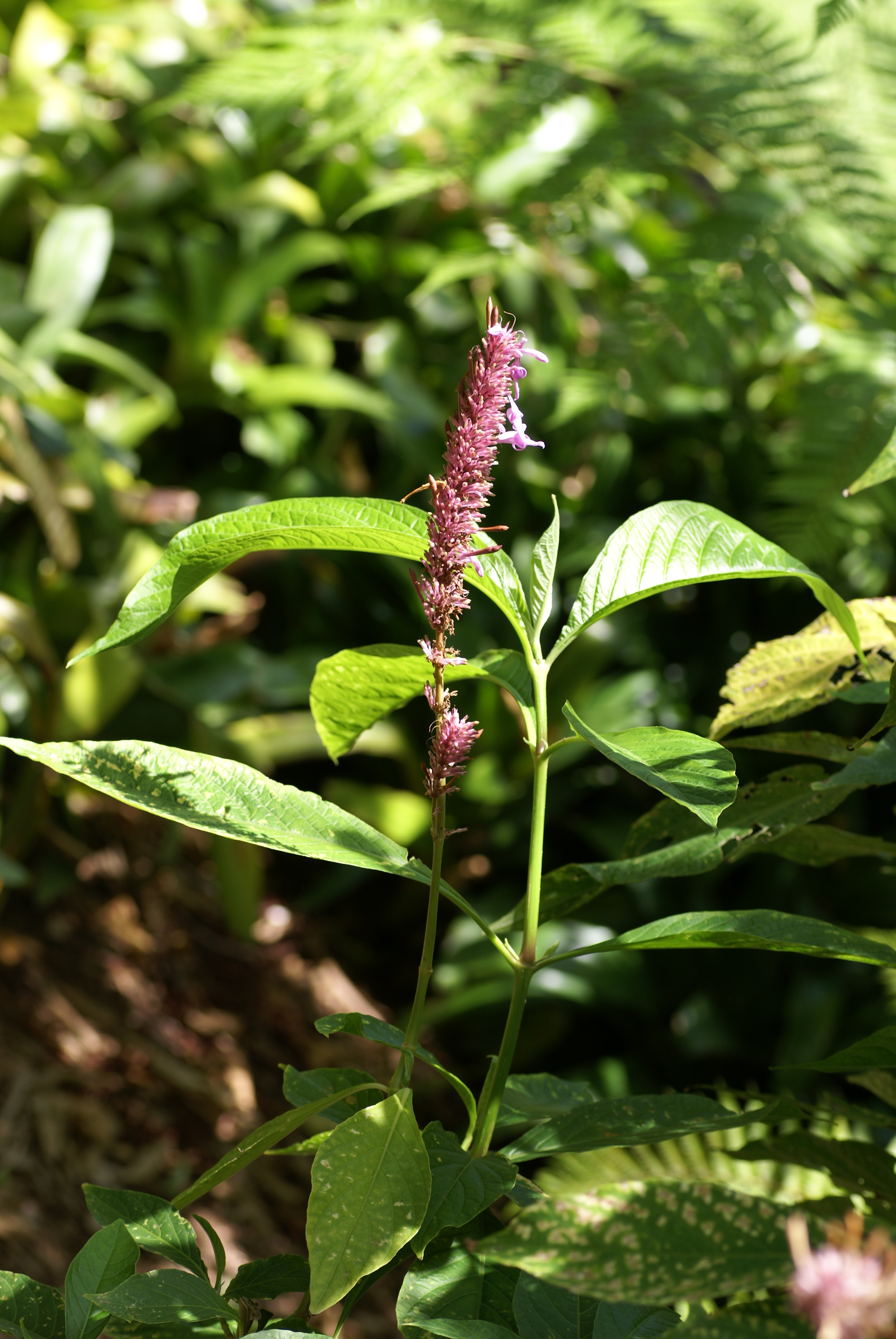